# Луис Куне
Луис Куне (на немски: Louis Kuhne; 14 март 1835 – 4 април 1901) е германски природолечител, преди всичко, е известен със своите техники за водолечение със студена вода, които са предназначени за подобряване на функциите на организма, чрез стимулиране на долната част на корема.

## Биография
Куне е бил строг вегетарианец и е забранявал на своите пациенти употребата на сол и захар в диетите. Неговият концептуален поглед върху причините за заболяванията е такъв, че средно човешкият организъм е претоварен с токсини, което в крайна сметка води до дегенерация на вътрешните органи. Той подчертава значението на правилното храносмилане и предотвратяването на констипация (запек).
Куневата вана и ханните вани на Куне са устроени така, че пациентът сяда във вана със сравнително студена вода (около 10-14 °C, в оригиналния си вид, въпреки че днес се предпочитат по-високи температури), като се втриват долната част на корема, бедрата или гениталиите с груб ленен плат. Резултатът е нервна стимулация, породена от студената вода, която трябва да спомогне за премахването на токсините. Веднага след баня пациентът се поставя в легло, за да се затопли отново. Луи Куне създава уникална хидротерапия, която е универсално лекарство, в това число и банята с натривки, за по-успешно лечение на широк спектър от заболявания.
В края на 19 и началото на 20 век се заражда Нео-Природолечението, по-специално в Германия. Бащата на Себастиан Кнайпп, д-р Бенджамин Лъст, Луи Куне, и други са малко разочаровани от безсилието на съвременната медицина в лицето на сериозни заболявания.
Тези хора се обръщат към природата в търсене на изцеление за тялото и поддържане на здравето за цял живот. Вдъхновени от работата на бащата на медицината, Хипократ (400 години пр. Хр), който твърди, че „природата е цяр на страданието“ те започват успешно да експериментират с различни методи, използвайки водата като лечебно средство. Хипократ е известен с изучаването на лечебните свойства на водата, а след това и със създаването на таласотерапията.
Д-р Бенджамин Лъст, наричан Луи Куне „гений в изкуството на лекуването“. Куне създава баните с натривки, на които се основава детокс банята. Той смята, че източник на всички болести са натрупването на отпадъчни продукти и токсини в организма. Той счита, че тези съхранени материали могат понякога дори и да деформират тялото, като в основата на гръбначния стълб, например. Това разбиране ражда неговата доктрина „Единство на заболяванията“.
Неговият метод за диагностика, Наука на изражението се състои в изучаването на лицето и шията – за, понякога, невидими знаци за натрупване на отпадъчни вещества, което води до широка гама от заболявания и недъзи. Те могат да бъдат рак на сърцето, дихателните органи, кръвообращението и храносмилането и дори проблеми с кожата.
Луи Куне разработва и успешно практикува метода на банята с натривки, и е баща на пречистващата вана в продължение на повече от 3 десетилетия. Той е създал лечебно заведение в Лайпциг, Германия през 1883 г., където е излекувал хиляди хора от различни заболявания. Фактът, че той успешно облекчава и излекува толкова различни състояния с уникално лекарство (хидротерапия), със сигурност доказва неговата теория за „Единство на заболяванията“
Куне лично страда от тежка форма на ранно наследствен рак на стомаха и белите дробове. Той е горчиво разочарован от неспособността на православната медицина да му помогне. Затова се обръща към природата в опит да открие начин да преодолее ужасната болка, причинена от заболяването, разяждащо го отвътре.
Той не само успява да облекчи на неговите симптоми, и да държи болестта на разстояние, но той посвещава живота си на лечението на болните. Доказва, отвъд сенките на съмнението, ефикасността на лечителската система, която е разработил.
Куне демонстрирана чрез неговата доктрина „Единство на заболяванията“, че източник на всички болести е непрекъснато натрупване на отпадъчни продукти и токсини в организма, също от наследствени или придобити, които се появяват в различни органи, в зависимост от наследствеността или гените. Той посочва, че лошото храносмилане е причина за всички последващи заболявания и че тялото може да бъде здраво, ако храносмилателните органи функционират правилно. Това откритие позволява на Куне да създаде уникална лекуваща система за всички прояви на заболяването. Лечението на Куне се състои главно в промяна на диетата на пациена към вегетарианска, в съчетание с често и редовно напарване и особено бани с натривки.
Фактът, че пациентите на Куне идват в неговото лечебно заведение като последно средство, когато правоверната медицина ги е обявила за неизлечимо болни, и след това са били успешно излекувани от него, е безспорно потвърждение на ефективността и приложимостта на неговото уникално лечение.
Според Куне, когато непотребна материя се натрупа в организма, тя се придвижва към области, от които вече не може да бъде отстранена, и по този начин предизвиква смущения и заболявания на органите. Функцията на баните с натривки, според него, (и Детоксикиращата баня) – избутва излишъците от натрупани отпадъци и токсини, и ги пренасочва обратно в червата, от където те по-късно биват изхвърлени.
Не е трудно да си представим, какво предизвиква натрупването на този допълнителен товар и болезнен излишък. Чрез устата, кожата и носа, различните газове, които ние дишаме, оцветителите и добавките в храните, пестициди, а също и хранителни излишъци, проникват в тялото и създават натрупвания. Несмлените органични вещества също имат подобен ефект в организма. Когато загният, причиняват болести и висока температура.
Този излишен товар прави тялото неспособно нормално да отделя и приема хранителни вещества. Резултатът е скупчване на токсични натрупвания и мазнини, които се развиват на първо място в областта на стомаха, бедрата, задните части, а малко по-късно се насочват към горната част на тялото и крайниците. Куне разработва банята с натривки (баща на Детоксикиращата баня) специално, за да се справи с това действие и пренасочи отпадъците и токсините обратно в червата, за да бъдат изведени от оранизма. Той демонстрира, по какъв начин, когато се използва редовно, тази баня може да отърве тялото от болести и излишни мазнини и спомогне за поддържане на оптимално здраве.
Този метод е само отражение на вродената способност на тялото за прочистване, зарастване и за премахване на токсични отпадъци.